# SoFi Stadium
Das SoFi Stadium ist ein American-Football-Stadion in der US-amerikanischen Stadt Inglewood im Los Angeles County, Bundesstaat Kalifornien. Das Stadion ist die Heimstätte der Los Angeles Rams und der Los Angeles Chargers aus der National Football League (NFL) und wurde zur Saison 2020 fertiggestellt. Die Deckung des Dachs ist aus Ethylen-Tetrafluorethylen-Copolymer (ETFE) hergestellt, einem bei modernen Stadien, wie der Allianz Arena in München, häufig eingesetzten Kunststoff mit geringem Eigengewicht und hoher Lichtdurchlässigkeit.
Die Gesamtkosten für den Stadionkomplex werden auf rund fünf Milliarden US-Dollar geschätzt. Damit ist das SoFi Stadium das teuerste Stadion der Welt. Es wurde ausschließlich privatfinanziert. Das Stadion hat 70.270 Sitzplätze.

## Geschichte
Am 12. Januar 2016 stimmten die Teambesitzer der NFL der Rückkehr der Rams von St. Louis nach Los Angeles mit 30:2 Stimmen zu. Mit dem Umzug war der Bau eines neuen Stadions verknüpft. Das Architekturbüro HKS, Inc. wurde mit dem Entwurf der Anlage betraut. Im Juli 2016 wurde bekannt, dass die beiden großen Bauunternehmen AECOM und Turner Construction für den Bau der neuen Arena ausgewählt wurden. Der erste Spatenstich für das Bauprojekt auf der ehemaligen Pferderennbahn Hollywood Park Race Track erfolgte am 17. November 2016.
Die NFL vergab am 24. Mai 2016 in Charlotte den Super Bowl LV an die Stadt Los Angeles mit dem neuen Stadion. Mitte Mai 2017 gaben die Los Angeles Chargers und die Los Angeles Rams bekannt, dass nach sehr starken Regenfällen und weiteren Umwelteinflüssen die Eröffnung des neuen Stadions auf 2020 verschoben werden muss. Aufgrund der Verzögerungen bei der Fertigstellung des Stadionneubaus wurde am 23. Mai 2017 beschlossen, den Super Bowl LV nach Tampa ins Raymond James Stadium zu vergeben und stattdessen den Super Bowl LVI im folgenden Jahr, d. h. 2022, in Inglewood auszutragen.
Am 31. Juli 2017 verkündete das Internationale Olympische Komitee, dass die Olympischen Spiele 2028 im Los Angeles Memorial Coliseum und dem SoFi Stadium stattfinden werden.
Am 15. September 2019 wurde bekannt gegeben, dass SoFi Namenssponsor des Stadions wird, das daher den Namen SoFi Stadium erhält.
Ebenfalls am 15. September 2019 wurde ein 20-Jahres-Vertrag im Wert von über 30 Millionen US-Dollar pro Jahr geschlossen, ein Rekord für die Namensrechte einer Sportstätte. Das Unternehmen wurde somit einer der offiziellen Partner sowohl der Rams als auch der Chargers sowie des Veranstaltungsortes und des umliegenden Unterhaltungsviertels.
Auf der Baustelle kam am 5. Juni 2020 ein Arbeiter ums Leben. Der 37-jährige stürzte 110 Fuß (rund 33,5 m) vom Dach in die Tiefe. Am 8. Juni wurden die Arbeiten, bis auf das Dach, fortgesetzt. Die kalifornische Behörde für Sicherheit und Gesundheitsschutz am Arbeitsplatz untersucht den Vorfall.
Am 22. August 2020 fand das erste Training der Rams in der neuen Arena statt. Die erste Partie der Los Angeles Rams in der Regular Season 2020 fand am 14. September gegen die Dallas Cowboys (20:17), wegen der COVID-19-Pandemie ohne Zuschauer statt. Am 20. September trugen die Los Angeles Chargers ihr erstes Spiel gegen die Kansas City Chiefs (20:23 nach Overtime) im SoFi Stadium aus. Die erste Partie vor Zuschauern fand in der Regular Season 2021 statt. Am 12. September 2021 trafen dort die Los Angeles Rams auf die Chicago Bears (34:14).
Am 14. Februar 2022 wurde das Finale der US-amerikanischen American-Football-Profiliga, der Super Bowl LVI im SoFi Stadium ausgetragen. Außerdem war es am 1. und 2. April 2023 Austragungsort von Wrestlemania 39.
Zwischen dem 3. und 5. August 2023 fanden hier die Aufnahmen für den erfolgreichsten Konzertfilm aller Zeiten Taylor Swift: The Eras Tour während drei von sechs Konzerten statt.
Im Stadion wurde das Finale des CONCACAF Gold Cup 2023 ausgetragen. Außerdem soll es mehrere Spiele der Fußball-Weltmeisterschaft 2026 und die Eröffnungs- und Abschlusszeremonie (sowie Fußball- und Bogenschießveranstaltungen) der Olympischen Sommerspiele 2028 ausrichten.

## Galerie

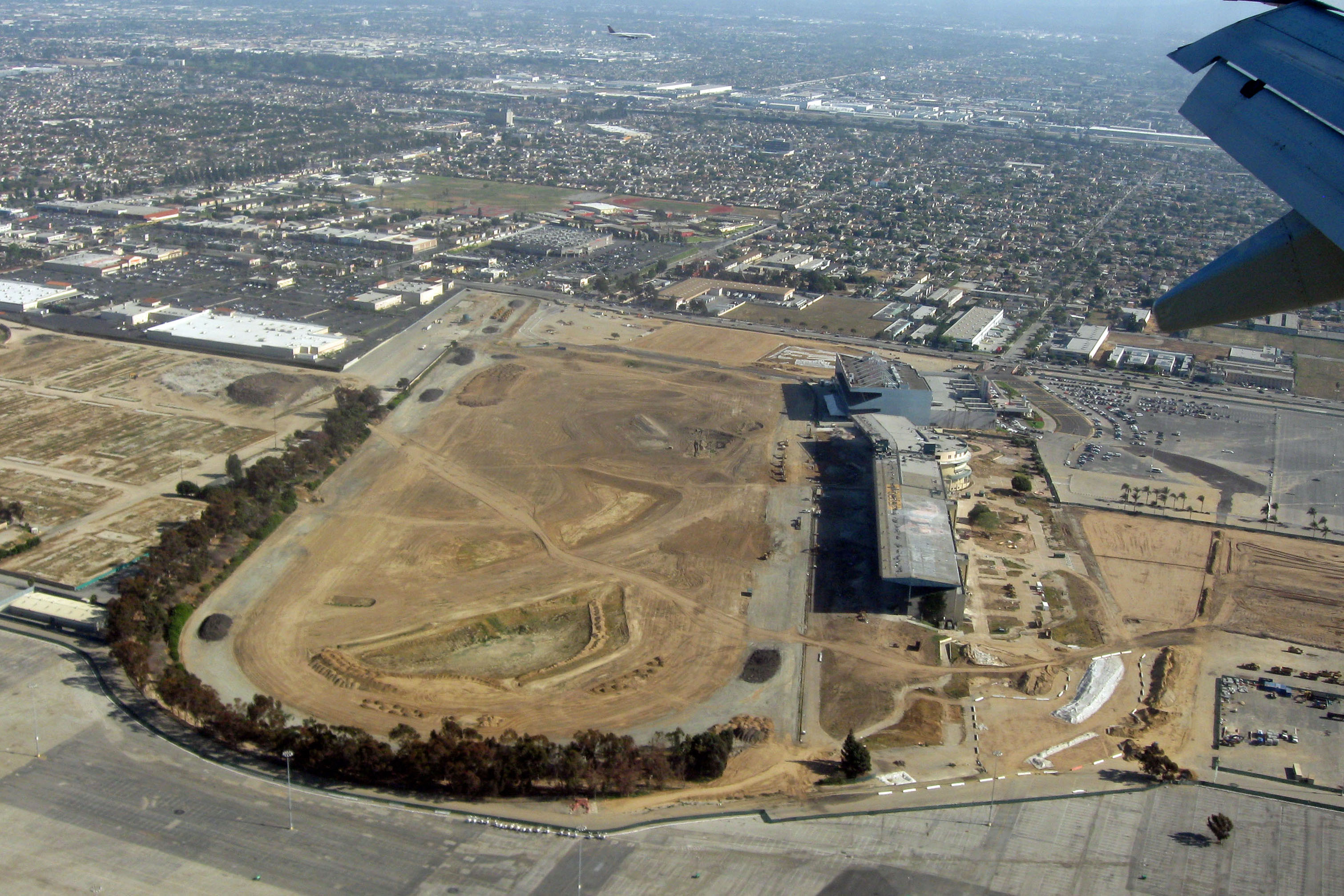
Baufeld im Jahr 2015
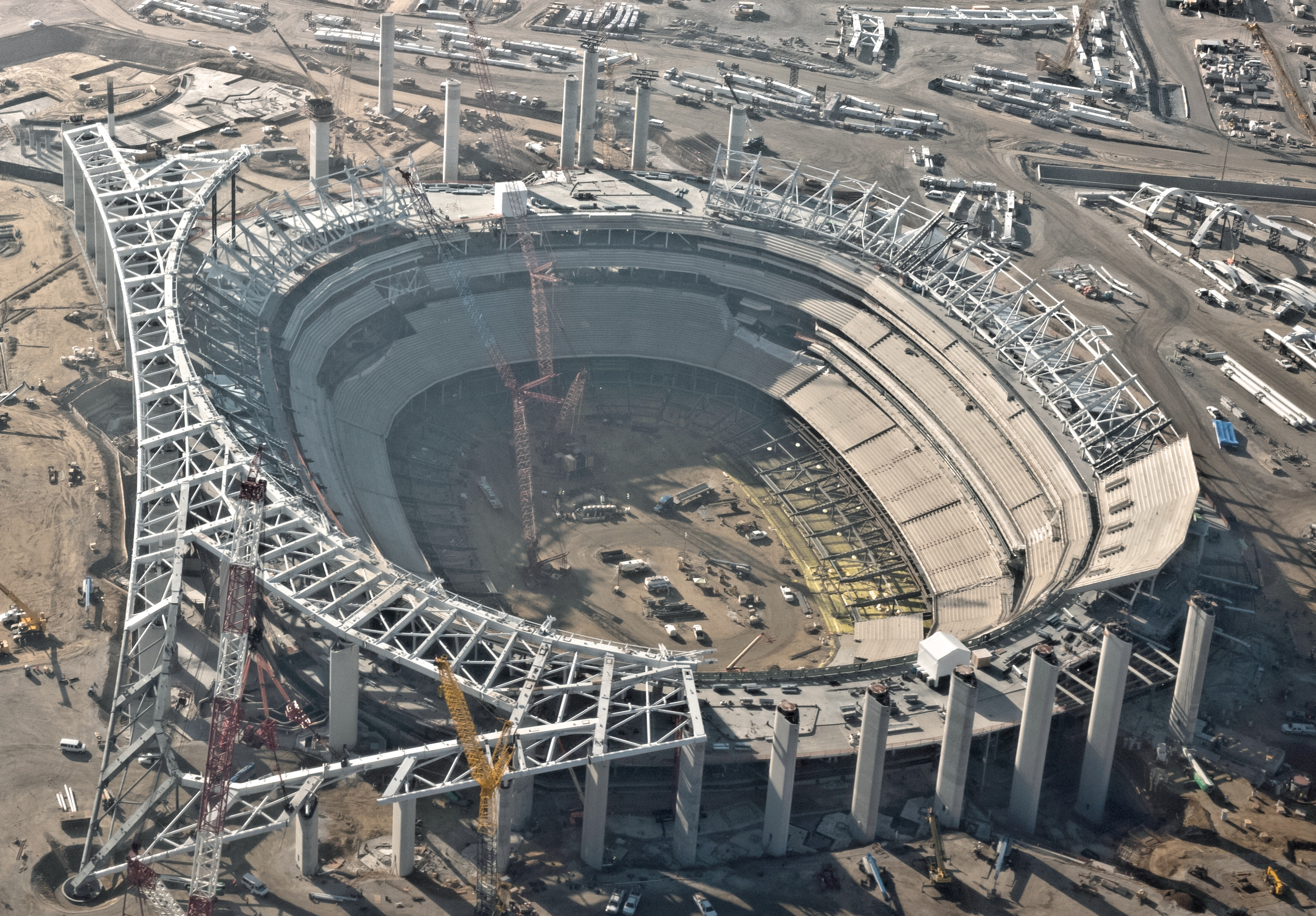
Baustelle im Juni 2019
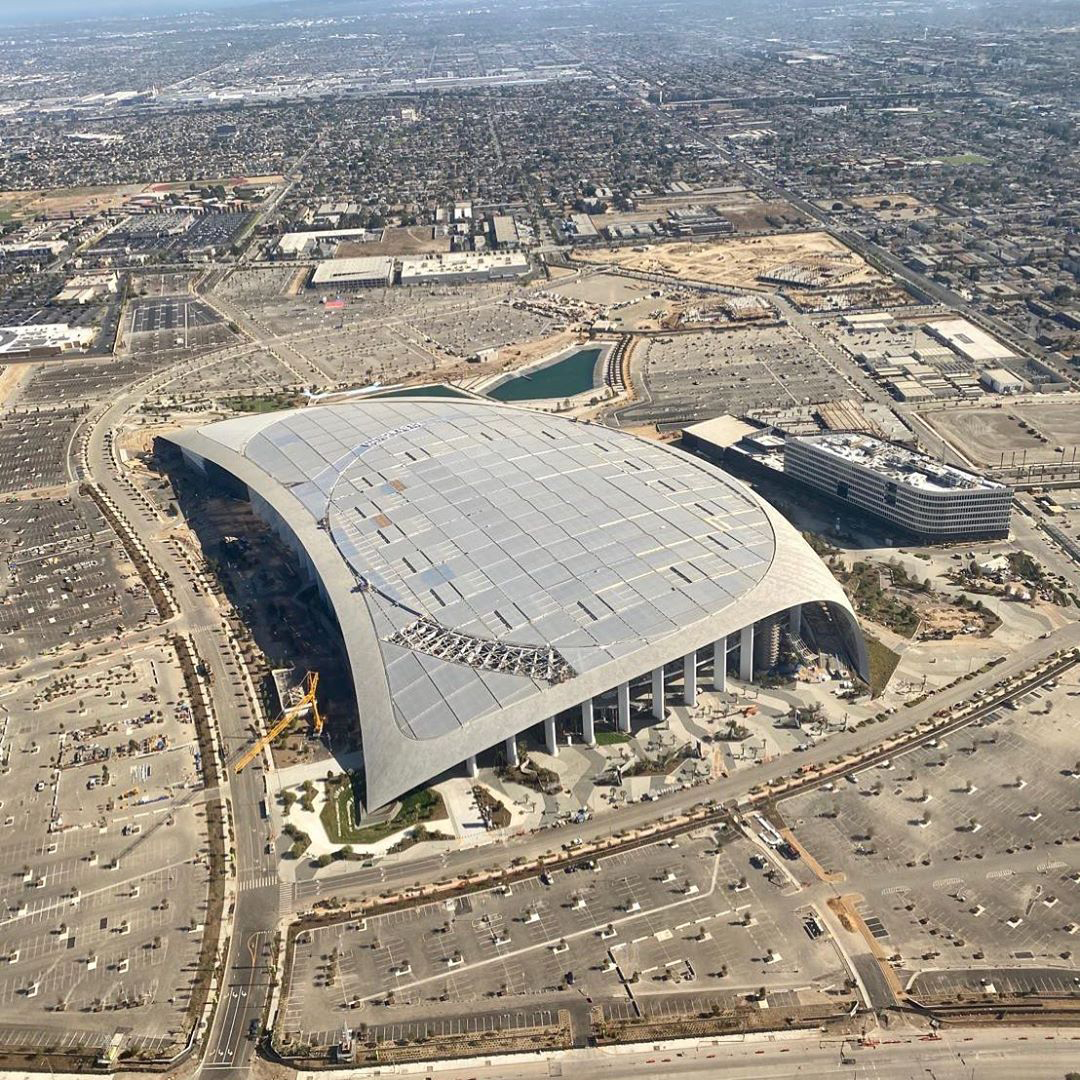
Luftbild der Baustelle kurz vor Fertigstellung 2020
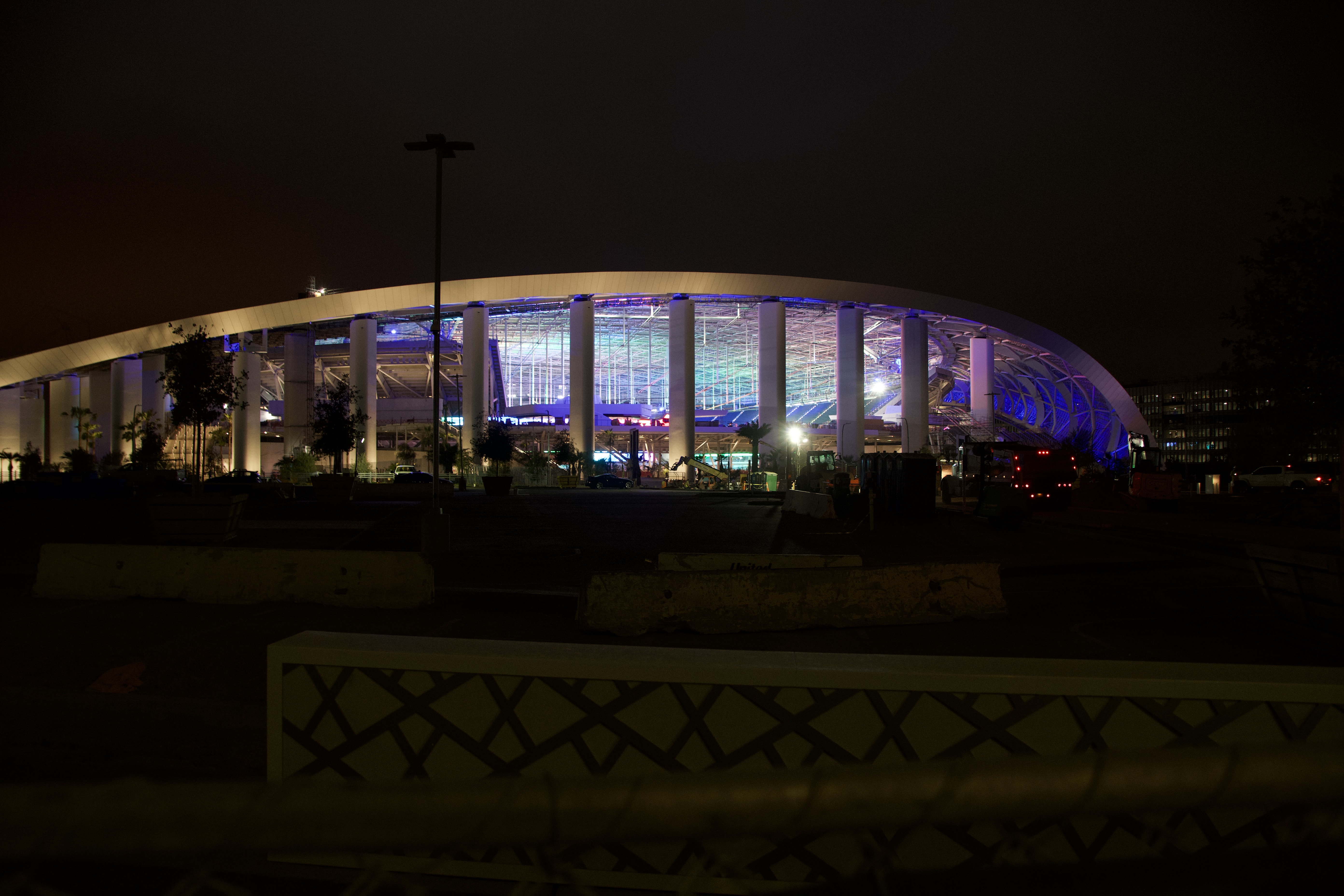
SoFi Stadium bei Nacht (Juni 2020)
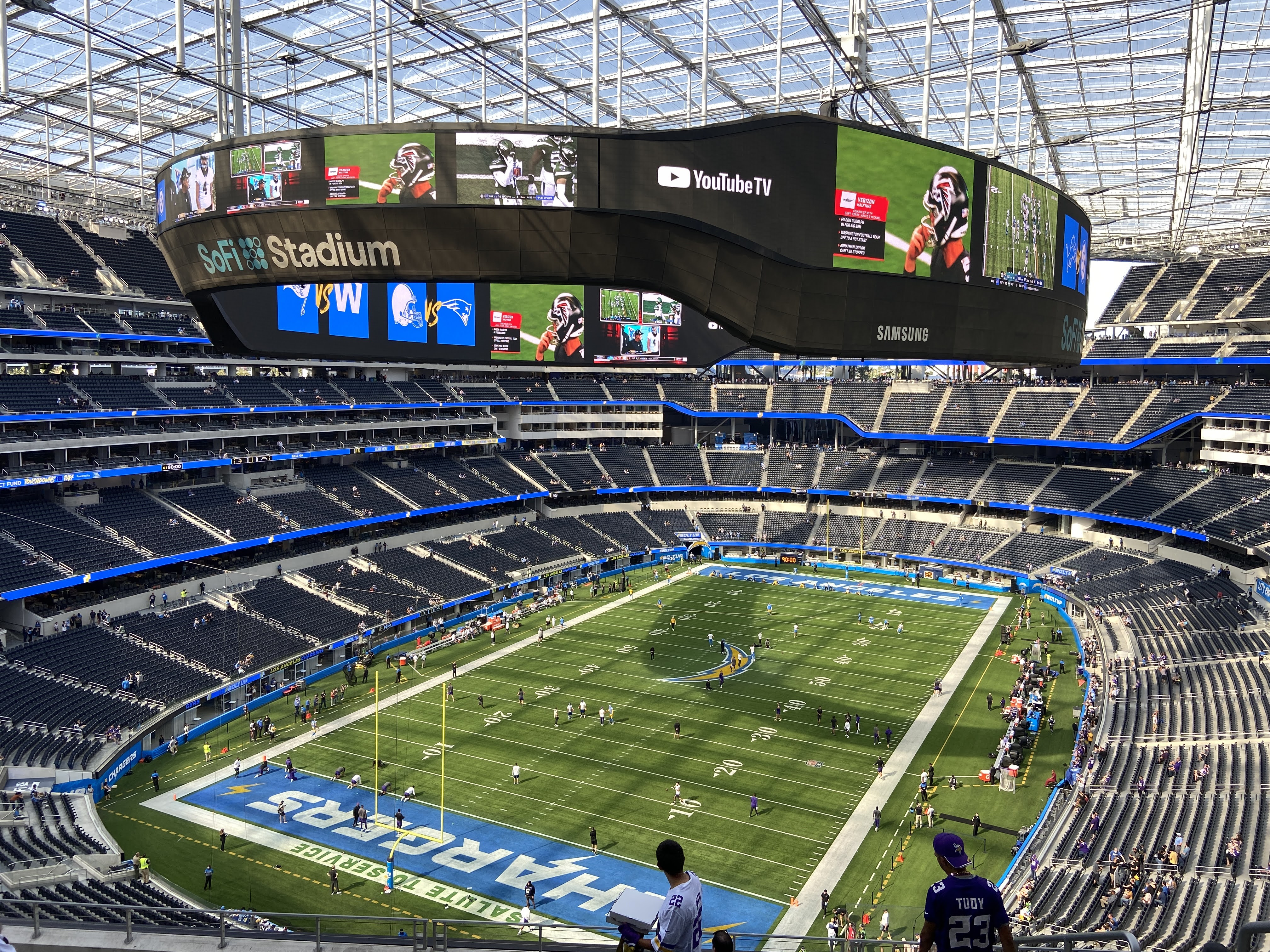
Blick ins SoFi Stadium im Jahr 2021